# CocoSori
CocoSori (Hangul: 코코소리) foi uma dupla sul-coreana formada pela Mole Entertainment. Elas debutaram em 5 de janeiro de 2016, com o single "Dark Circle". Em 1º de fevereiro de 2019, através de uma declaração direta da Mole Entertainment, CocoSori foi anunciado como tendo se separado devido a conflitos internos com a membro Coco.

## Discografia

### Álbuns únicos
| Título  | Detalhes do álbum                                                                                                  | Posição nos charts | Vendas       |
| Título  | Detalhes do álbum                                                                                                  | KOR                | Vendas       |
| ------- | --- | ------------------ | ------------ |
| Mi Amor | - Lançamento: 12 de fevereiro de 2018 - Gravadora: Mole Entertainment, Sony Music - Formatos: CD, Download digital | 34                 | - KOR: 1,300 |

### Singles
| Título                                              | Ano     | Posição nos charts | Posição nos charts | Álbum     |
| Título                                              | Ano     | KOR                | JPN                | Álbum     |
| Coreano                                             | Coreano | Coreano            | Coreano            | Coreano   |
| --------------------------------------------------- | ------- | ------------------ | ------------------ | --------- |
| "Dark Circle" (다크서클)                            | 2016    | —                  | —                  | Sem álbum |
| "Exquisite!" (절묘해)                               | 2016    | —                  | —                  | Sem álbum |
| "Mi Amor"                                           | 2018    | —                  | —                  | Mi Amor   |
| Japonês                                             |         |                    |                    |           |
| "Itoshi no Māmeido" (愛しのマーメイド)              | 2016    | —                  | 71                 | Sem álbum |
| "—" mostra lançamentos que não entraram nos charts. |         |                    |                    |           |